# Heinrich Keimig
Heinrich Keimig, nemški rokometaš, * 12. junij 1913, † 15. januar 1966.
Leta 1936 je na poletnih olimpijskih igrah v Berlinu v sestavi nemške rokometne reprezentance osvojil zlato olimpijsko medaljo.